# 山下定
山下 定（やました さだむ、男性、1959年5月3日-）は、日本の小説家。佐賀県出身。

## 経歴・人物
早稲田大学社会科学部卒業後、フクニチ新聞、劇団前進座の所属を経てフリーライターとなり、1987年に朝日ソノラマ発行の雑誌、『獅子王』に短篇「シミュレーション・ラブ」が掲載され小説家としてデビューした。それ以前に、「子どもたちの時間」で1985年の第1回幻想文学新人賞の最終候補となったことがあった。
早稲田大学在学中はワセダミステリクラブに在籍していた。A型。日本SF作家クラブ会員。

## 書籍リスト

### ソノラマ文庫
- 少女のようにキララかに (1988年6月、イラスト:高田明美)
- アイオーン-マグスの血脈 (1989年4月、イラスト:米田仁士)
- アイオーン〈2〉邪神の福音 (1990年3月、イラスト:米田仁士)
- アイオーン 泡壊都市(バブル・バビロン) (1992年8月、イラスト:米田仁士)
- 悪魔のようなあたし (1996年10月、イラスト:高田明美)

### 徳間文庫パステルシリーズ
- ハートいただき白魔術 (1989年3月、イラスト:まさきまき)
- 逢いたくて、夢物語 (1989年8月、イラスト:まさきまき)
- ウェディングベルは誰のため (1991年4月)

### 学研の新・創作シリーズ
- 恐怖の標本空間 (1989年9月、イラスト:おぎしまちあき)

### 大陸ネオファンタジー文庫
- 光の王子1 目覚めし者の章 (1991年3月、イラスト:水樹れん)
- 光の王子2 群れ集う獣達の章 (1991年9月、イラスト:水樹れん・リムSTAFF)
- 光の王子3 怒れる神々の章 (1992年1月、イラスト:水樹れん・リムSTAFF)

### 富士見ファンタジア文庫
- 皇帝は不死を夢見る-死神稼業 (1994年12月、イラスト:那知上陽子)
- やつらは大乱調! (1996年1月、イラスト:むっちりむうにい)

### 電撃文庫
- 禁断の天気予報 (1997年3月、イラスト:Maruto!)

### ファミ通文庫
- 同窓会again (2001年7月、イラスト:西又葵)

### ハルキ・ホラー文庫
- おにごっこ (2001年2月)

### EXノベルス
- 自殺サークル (2002年2月)

### コナミノベルス
- サイレントヒル (2006年8月、イラスト:伊藤暢達)
- サイレントヒル2 (2006年11月、イラスト:伊藤暢達)
- サイレントヒル3 (2007年7月、イラスト:伊藤暢達)

### 寄稿したアンソロジー
- 異形コレクション2 侵略! （1998年2月、廣済堂文庫）　- 収録短編「暴力団の夢見る頃」
- SFバカ本 だるま篇　（1999年3月、廣済堂文庫）　- 収録短編「リストラアサシン」
- 異形コレクション10 時間怪談 （1999年5月、廣済堂文庫）　- 収録短編「石女の母」
- 異形コレクション12 GOD　（1999年9月、廣済堂文庫）　- 収録短編「ゼウスがくれた」
- 異形コレクション14 世紀末サーカス　（2000年1月、廣済堂文庫）　- 収録短編「たまのり」
- SFバカ本 彗星パニック　（2000年2月、廣済堂文庫）　- 収録短編「おれのものはおれのもの」
- 異形コレクション15 宇宙生物ゾーン　（2000年3月、廣済堂文庫）　- 収録短編「アカシャの花」
- 異形コレクション16 帰還　（2000年9月、光文社文庫）　- 収録短編「リターンマッチ」
- 異形コレクション24 酒の夜語り　（2002年12月、光文社文庫）　- 収録短編「瓶の中」
- ホラーセレクション-暗闇-　（2004年6月、C★NOVELS）　- 収録短編「ブラインドタッチ」
- ホラーセレクション-平成都市伝説-　（2004年10月、C★NOVELS）　- 収録短編「コウノトリ」
- ホラーセレクション-ゴースト・ハンターズ-　（2004年11月、C★NOVELS）　- 収録短編「デスメイト-死は我が友-」
- 異形コレクション33 オバケヤシキ　（2005年8月、光文社文庫）　- 収録短編「テロリスト」
- ビルの中の恐怖 ホラーセレクション(3) (2006年3月、ポプラ社) - 「ブラインドタッチ」の再録
- 異形コレクション35 闇電話 （2006年5月、光文社文庫）　- 収録短編「異界網」
- 異形コレクション39 ひとにぎりの異形　（2007年12月、光文社文庫）　- 収録短編「夜が降る」